# Lauda Air-vlucht 004
Lauda Air-vlucht 004 was een routine internationale passagiersvlucht tussen Bangkok, Thailand en Wenen, Oostenrijk. Op 26 mei 1991 trad de straalomkeerder op de nr. 1-motor van de Boeing 767-300ER ongevraagd in werking, waardoor het vliegtuig onbestuurbaar werd, uit elkaar scheurde en crashte. Alle 213 passagiers en de 10 bemanningsleden aan boord kwamen om. Het was destijds het dodelijkste luchtvaartincident met een Boeing 767 en het dodelijkste luchtvaartincident in de Thaise geschiedenis. De crash markeerde het eerste dodelijke incident en derde rompverlies van het vliegtuigtype. Lauda Air was opgericht en werd geleid door Formule 1-wereldkampioen Niki Lauda. Lauda was persoonlijk betrokken bij het onderzoek naar de oorzaak.

## Geschiedenis van de vlucht
Ten tijde van het ongeval voerde Lauda Air drie wekelijkse vluchten uit tussen Bangkok en Wenen. Op 26 mei 1991, om 23:02 ICT, vertrok de vlucht. afkomstig van de luchthaven van Kai Tak in Hongkong. Het vliegtuig was een Boeing 767-300ER, van Don Mueang International Airport voor zijn vlucht naar de internationale luchthaven van Wenen met 213 passagiers en tien bemanningsleden. Het toestel werd bestuurd door de Amerikaanse gezagvoerder Thomas J. Welch (48) en de Oostenrijkse co-piloot Josef Thurner (41).
Om 23:08 kregen Welch en Thurner een visuele waarschuwing die aangaf dat een mogelijke systeemstoring ertoe zou leiden dat de straalomkeerder op de nummer 1-motor tijdens de vlucht zou worden geactiveerd. Nadat ze het beknopte handboek van het vliegtuig hadden geraadpleegd, stelden ze vast dat het "slechts een adviserend iets" was en ondernamen ze geen actie.
Om 23:17 keerde de nummer 1-motor de stuwkracht om terwijl het vliegtuig over bergachtig oerwoud in het grensgebied tussen de provincies Suphan Buri en Uthai Thani in Thailand vloog. De laatst opgenomen woorden van Thurner waren: "Oh, omkeerder ingezet." Net nadat Thurner dit zei, nam de cockpitvoicerecorder (CVR) een huiveringwekkend geluid op, gevolgd door een metalen klik. De lift aan de linkerkant van het vliegtuig werd verstoord door de omkering en het vliegtuig begon onmiddellijk een duik naar links te draaien. De CVR nam een tweede metaalachtig knappend geluid op, gevolgd door verschillende alarmen en Welch' laatste opgenomen woorden, namelijk "Jesus Christ!" en "Here, wait a minute", en dan, "damn it!". Hierna nam de CVR een toename van achtergrondgeluid op, gevolgd door verschillende luide knallen en stopte vervolgens met opnemen. Het vliegtuig ging in een duiksnelheid van Mach 0,99 en heeft mogelijk de geluidsbarrière doorbroken. Het vliegtuig brak in de lucht uiteen op 1.200 m. Het grootste deel van het wrak lag verspreid over een afgelegen bosgebied van ongeveer een vierkante kilometer groot, op een hoogte van 600 m in het huidige Phu Toei National Park, Suphan Buri. De wraklocatie ligt ongeveer 6 kilometer ten noordoosten van Phu Toey, Huay Kamin, Dan Chang District, provincie Suphanburi, ongeveer 100 kilometer ten noordwesten van Bangkok, dichtbij naar de grens tussen Birma en Thailand. Reddingswerkers vonden Welch' lichaam nog steeds in de pilotenstoel.

## Vliegtuig
Het betrokken vliegtuig was een Boeing 767-300ER die werd aangedreven door Pratt & Whitney PW4060-motoren en die op 16 oktober 1989 nieuw werd geleverd aan Lauda Air. Het vliegtuig was geregistreerd als OE-LAV en heette Mozart.

## Herstel
Vrijwillige reddingsteams en lokale dorpelingen plunderden het wrak door elektronica en sieraden mee te nemen, zodat familieleden hun persoonlijke bezittingen niet konden terugkrijgen. De lichamen zijn naar een ziekenhuis in Bangkok gebracht. De opslag was niet gekoeld en de lichamen ontbonden. Tandheelkundige en forensische experts werkten aan het identificeren van lichamen, maar zevenentwintig werden nooit geïdentificeerd.
Er werd gespeculeerd dat een bom het vliegtuig zou hebben vernietigd. De Philadelphia-onderzoeker, verwijzend naar niet-geïdentificeerde bronnen, verklaarde dat "het zoeken naar een motief moeilijk is omdat politiek neutraal Oostenrijk over het algemeen is uit de buurt gebleven van de meeste internationale conflicten - zoals de Perzische Golfoorlog - waardoor luchtvaartmaatschappijen van andere landen doelwit werden van terroristische aanslagen."

## Onderzoek
Niki Lauda reisde naar Thailand om te helpen bij het onderzoek De flightdatarecorder was volledig vernield, dus alleen de cockpitvoicerecorder was bruikbaar. Pradit Hoprasatsuk, het hoofd van de Air Safety Division van het Thailand Department of Aviation, verklaarde: "de poging om vast te stellen waarom de omkeerinrichting was geactiveerd, werd belemmerd door het verlies van de vluchtgegevensrecorder, die bij de crash was vernietigd". Bij het horen van de crash reisde Niki Lauda naar Thailand. Hij onderzocht het wrak en schatte dat het grootste fragment ongeveer vijf meter bij twee meter was, wat ongeveer de helft was van het grootste stuk bij de Lockerbie-crash. In Thailand woonde Lauda een begrafenis bij voor 23 niet-geïdentificeerde passagiers en reisde vervolgens naar Seattle om vertegenwoordigers van Boeing te ontmoeten. Het officiële onderzoek, geleid door de Thailand Aircraft Accident Research Committee, duurde ongeveer acht maanden en werd vrijgegeven met de "waarschijnlijke oorzaak", onder vermelding van: "De Accident Investigation Committee van de regering van Thailand stelt vast dat de waarschijnlijke oorzaak van dit ongeval een ongecommandeerde inzet tijdens de vlucht van de linker motor stuwkrachtomkeerinrichting, wat resulteerde in verlies van controle over de vliegbaan. De specifieke oorzaak van de inzet van de stuwkrachtomkeerinrichting is niet positief geïdentificeerd."
Verschillende mogelijkheden werden onderzocht, waaronder een kortsluiting in het systeem. Mede door de vernietiging van een groot deel van de bedrading kon er geen definitieve reden voor de activering van de stuwkrachtomkering worden gevonden. Toen het onderzoek begon te wijzen naar de stuwkrachtomkeerders als oorzaak van het ongeval, maakte Lauda simulatievluchten op Gatwick Airport, waaruit bleek dat het inzetten van een stuwkrachtomkeerder een overleefbaar incident was. Lauda zei dat de stuwkrachtomkering niet de enige oorzaak van de crash kon zijn. In het ongevallenrapport staat echter dat de "trainingssimulatoren van de vliegtuigbemanning foutieve resultaten opleverden" en dat het herstel van het verlies van lift door de inzet van de omkeerinrichting "onbeheersbaar was voor een onvermoedende cockpitbemanning". Het incident bracht Boeing ertoe het stuwkrachtomkeringssysteem te wijzigen om soortgelijke gebeurtenissen te voorkomen door sync-locks toe te voegen, die voorkomen dat de stuwkrachtomkeerders worden geactiveerd wanneer de kantelhoek van de hoofdlandingsgestel niet in de grondpositie staat. Luchtvaartschrijver Macarthur Job heeft gezegd dat "als die Boeing 767 van een eerdere versie van het type was, uitgerust met motoren die eerder mechanisch dan elektronisch werden bestuurd, dat ongeval niet had kunnen gebeuren".

### Lauda's bezoek bij Boeing
Lauda verklaarde: "Wat me echt irriteerde, was de reactie van Boeing toen de oorzaak eenmaal duidelijk was. Boeing wilde niets zeggen." Lauda vroeg Boeing het scenario in een simulator uit te voeren die andere data gebruikte dan die waarmee Lauda tests had uitgevoerd op Gatwick Airport. Boeing weigerde aanvankelijk, maar Lauda stond erop, dus gaf Boeing toestemming. Lauda probeerde de vlucht in de simulator 15 keer, en in geen enkel geval kon hij de fout opvangen. Hij vroeg Boeing een verklaring af te geven, maar de juridische afdeling zei dat deze niet kon worden afgegeven omdat het drie maanden zou duren om de formulering aan te passen. Lauda vroeg de volgende dag om een persconferentie en vertelde Boeing dat als de fout kon worden opgevangen, hij bereid zou zijn om met twee piloten op een 767 te vliegen en de straalomkeerder in de lucht te laten inzetten. Boeing vertelde Lauda dat het niet mogelijk was, dus vroeg hij Boeing een verklaring af te leggen waarin stond dat het niet te overleven zou zijn, en Boeing gaf het uit. Lauda voegde daaraan toe: 'dit was de eerste keer in acht maanden dat duidelijk was gemaakt dat de fabrikant de schuld had en niet de exploitant van het vliegtuig.'

### Eerdere testen van straalomkeerders
Toen de Federal Aviation Administration (FAA) de Boeing-test vroeg om de straalomkeerinrichting tijdens de vlucht te activeren, had de FAA Boeing toestemming gegeven om de tests te bedenken. Boeing had erop aangedrongen dat een inzet tijdens de vlucht niet mogelijk was. In 1982 voerde Boeing een test uit waarbij het vliegtuig op 10.000 voet werd gevlogen, vervolgens werd vertraagd tot 250 knopen en de testpiloten vervolgens de straalomkeerder inzetten. De besturing van het vliegtuig kwam niet in gevaar. De FAA accepteerde de resultaten van de test.

## De passagiers en bemanning
De passagiers en bemanning omvatten 213 passagiers en tien bemanningsleden waaronder 83 Oostenrijkers. Andere nationaliteiten waren 52 inwoners van Hong Kong, 39 Thai, 10 Italianen, zeven Zwitsers, zes Chinezen, vier Duitsers, drie Portugezen, drie Taiwanezen, drie Joegoslaven, twee Hongaren, twee Filippino's, twee Britten, drie Amerikanen ( twee passagiers en de gezagvoerder), een Australiër, een Braziliaan, een Pool en een Turk. Josef Thurner, de copiloot, vloog ooit als copiloot met Niki Lauda op een Lauda Boeing 737-dienst naar Bangkok, een vlucht die in januari 1990 het onderwerp was van een Reader's Digest-artikel waarin de luchtvaartmaatschappij positief werd afgebeeld. Macarthur Job verklaarde dat Thurner de bekendere van de bemanningsleden was. Thomas J. Welch, de gezagvoerder, woonde in Wenen , maar was afkomstig uit Seattle, Washington. Bekende slachtoffers zijn onder meer:
- Clemens August Andreae, een Oostenrijkse hoogleraar economie, leidde een groep studenten van de Universiteit van Innsbruck tijdens een rondreis door het Verre Oosten.
- Pairat Decharin, de gouverneur van de provincie Chiang Mai, en zijn vrouw. Charles S. Ahlgren, de voormalige Amerikaanse consul-generaal van Chiang Mai, zei: "Dat ongeluk kostte niet alleen hun leven en dat van veel van de leiders van Chiang Mai, maar veroorzaakte ook een grote klap voor veel ontwikkelings- en planningsactiviteiten in de stad."

## Nasleep
Ongeveer een kwart van de luchtvaartcapaciteit van de luchtvaartmaatschappij werd vernietigd als gevolg van de crash. Na de crash van OE-LAV had de luchtvaartmaatschappij op 1, 6 en 7 juni geen vluchten naar Sydney. De vluchten werden op 13 juni hervat met een andere 767. Niki Lauda zei dat de crash in 1991 en de periode daarna de ergste tijd in zijn leven was. Na de crash daalden de boekingen uit Hong Kong met 20%, maar extra passagiers uit Wenen begonnen vluchten te boeken, dus er waren geen significante wijzigingen in de algehele boekingen. Begin augustus 1991 gaf Boeing een waarschuwing aan luchtvaartmaatschappijen waarin stond dat meer dan 1.600 late model 737's, 747's, 757's en 767's stuwkrachtomkeerdersystemen hadden die vergelijkbaar waren met die van OE-LAV. Twee maanden later werd klanten gevraagd om potentieel defecte kleppen te vervangen in de stuwkrachtomkeringssystemen die ervoor kunnen zorgen dat de omkeerders tijdens de vlucht worden geactiveerd. Op de crashplek, die toegankelijk is voor bezoekers van het nationale park, werd later een heiligdom opgericht om de slachtoffers te herdenken. Een ander gedenkteken en begraafplaats bevindt zich in Wat Sa Kaeo Srisanpetch, ongeveer 90 kilometer verderop in het district Mueang Suphan Buri.